# Вася-Едейоль
Ва́ся-Едейо́ль або Ва́ся-Е́де-Йоль (рос. Вася-Эдеёль, Вася-Эде-Ёль) — річка в Республіці Комі, Росія, права притока річки Югид-Вуктил, правої притоки річки Вуктил, правої притоки річки Печора. Протікає територією Вуктильського міського округу.
Річка протікає на південь, південний захід, південний схід, південний захід та захід.
Притоки:
- ліва — Силйоль (Сил-Йоль, Сив'єль)